# Хузьяк, Вьекослав
Вьекослав Хузьяк (хорв. Vjekoslav Huzjak, 25 февраля 1960, Ялжабет) — хорватский епископ, возглавляющий епархию Бьеловар-Крижевцы с момента её основания в 2009 году.

## Биография
Родился 25 февраля 1960 года. Начальное образование получил в родном Ялжабете, затем окончил гимназию в Загребе. Прошёл военную службу. В 1980 году поступил на теологический факультет Загребского университета. По окончании учёбы 29 июня 1986 года рукоположен в священники.
После рукоположения служил в приходе национального хорватского санктуария в Марии-Бистрице, с 1991 по 1993 год служил в Загребе. С 1993 по 1995 год обучался в Папском Григорианском университете в Риме, получив лиценциат в общей теологии. С 1995 по 2002 год учился в Папском восточном институте, в нём в 1999 году получил лиценциат по восточному богословию, а в 2002 году докторскую степень по теологии. В том же году удостоен титула монсеньора. Преподавал на теологическом факультете Загребского университета, занимал пост генерального секретаря Конференции католических епископов Хорватии.
5 декабря 2009 года Святой Престол объявил о создании новой епархии Бьеловар-Крижевцы. Вьекослав Хузьяк был назначен её главой, возглавляет её по настоящее время. Епископская хиротония состоялась 20 марта 2010 года, главным консекратором был кардинал Йосип Бозанич.
Входит в состав Конференции католических епископов Хорватии, где возглавляет Совет по делам духовенства.